# Tatort: Tanz auf dem Hochseil
Tanz auf dem Hochseil ist ein Fernsehfilm aus der Krimireihe Tatort. Der vom Mitteldeutschen Rundfunk produzierte Beitrag wurde am 26. Juli 1998 im Programm Das Erste erstausgestrahlt. Es handelt sich um die Tatort-Folge 391. Für Ehrlicher und Kain, verkörpert von Peter Sodann und Bernd Michael Lade, geht es in ihrem 17. gemeinsamen Fall um einen vermeintlichen Unfall in einem Zirkus.

## Handlung
Der Zirkus Hain gastiert auf den Elbwiesen in Dresden. Hinter den Kulissen brodelt es gewaltig, da der Zirkus in finanziellen Schwierigkeiten ist und der Zirkusdirektor Rostowsky die Gehälter der Mitarbeiter nicht pünktlich zahlen kann.
In der Abendvorstellung findet als Höhepunkt wie jeden Abend die spektakuläre Hochseileinlage der Artisten Vladimir und Anastasia statt. Die Hauptattraktion dabei ist Vladimirs blinder Balanceakt über das Hochseil. Diesmal verliert er unter dem schwarzen Tuch über seinem Kopf allerdings die Balance und stürzt in den Tod, denn es gibt keine Sicherung durch ein Netz.
Kommissar Ehrlicher, der zufällig gerade in einem Ausflugslokal neben dem Zirkus seinen Feierabend genießt, wird zum vermeintlichen Unfallort gerufen. Schnell kommen ihm Zweifel an einem Unfall, das Tuch, das Vladimir über seinem Kopf trug, ist verschwunden, bei den anderen Artisten und auch beim Zirkusdirektor Rostowsky stößt der Kommissar auf eine Mauer des Schweigens.
Wenig später erhält Ehrlicher eine anonyme Nachricht mit dem Inhalt: „Vladi kein Unfall. Mord. Einer, wo weiß.“ Ehrlicher findet die finanziellen Schwierigkeiten des Zirkus heraus und kann ermitteln, dass Rostowsky Vladimir an einen Zirkus in Spanien vermitteln wollte, was ihm eine erhebliche Provision und einen Großteil von Vladimirs Gagen eingebracht hätte.
Als Ehrlicher dann noch herausfindet, dass Vladimir andere Pläne hatte und mit seiner Freundin Anastasia nach Paris wollte, gerät Rostowsky ins Visier der Ermittlungen. Ehrlicher findet auch das verschwundene schwarze Tuch bei Anastasia und findet heraus, dass man unter dem Tuch wirklich nichts sehen kann, was die Möglichkeit ausschließt, dass Vladimir geblendet wurde, so dass ein Unfall bei der Nummer, bei der Vladimir sehr erfahren war, ausgeschlossen werden kann.
Ehrlicher findet schließlich heraus, dass Lidia die anonyme Nachricht an ihn geschrieben hat, doch schweigt sie bezüglich des Täters. Schließlich ermittelt er, dass der kleinwüchsige Boris, der Trainer und Lehrmeister von Vladimir, diesem einen falsch ausbalancierten Stab gegeben hat und ihn so in den Tod stürzen ließ. Als Motiv äußert Boris abschließend, dass Vladimir ihn nicht mit nach Paris nehmen wollte, was er als großen Verrat empfand, schließlich habe er Vladimir und Anastasia alles beigebracht und gehöre zu ihnen.

## Rezeption

### Einschaltquoten
Bei ihrer Erstausstrahlung hatte diese Tatort-Folge 5,45 Mio. Zuschauer, was einem Marktanteil von 20,08 % entsprach.